# WGT
De WGT pijplijn (WestGasTransport) is de pijpleiding die aardgas transporteert vanaf productieplatforms op de Noordzee ten noordwesten van Nederland. De pijpleiding komt vlak onder Den Helder aan land waar het gas een behandeling ondergaat voordat het verder getransporteerd wordt. Het station waar dit gebeurt wordt beheerd door de NAM. De diameter van de pijpleiding is 36 inch. Andere belangrijke pijpleidingen op de Noordzee zijn de NOGAT en de NGT pijpleidingen.